# Bosse Ringholm

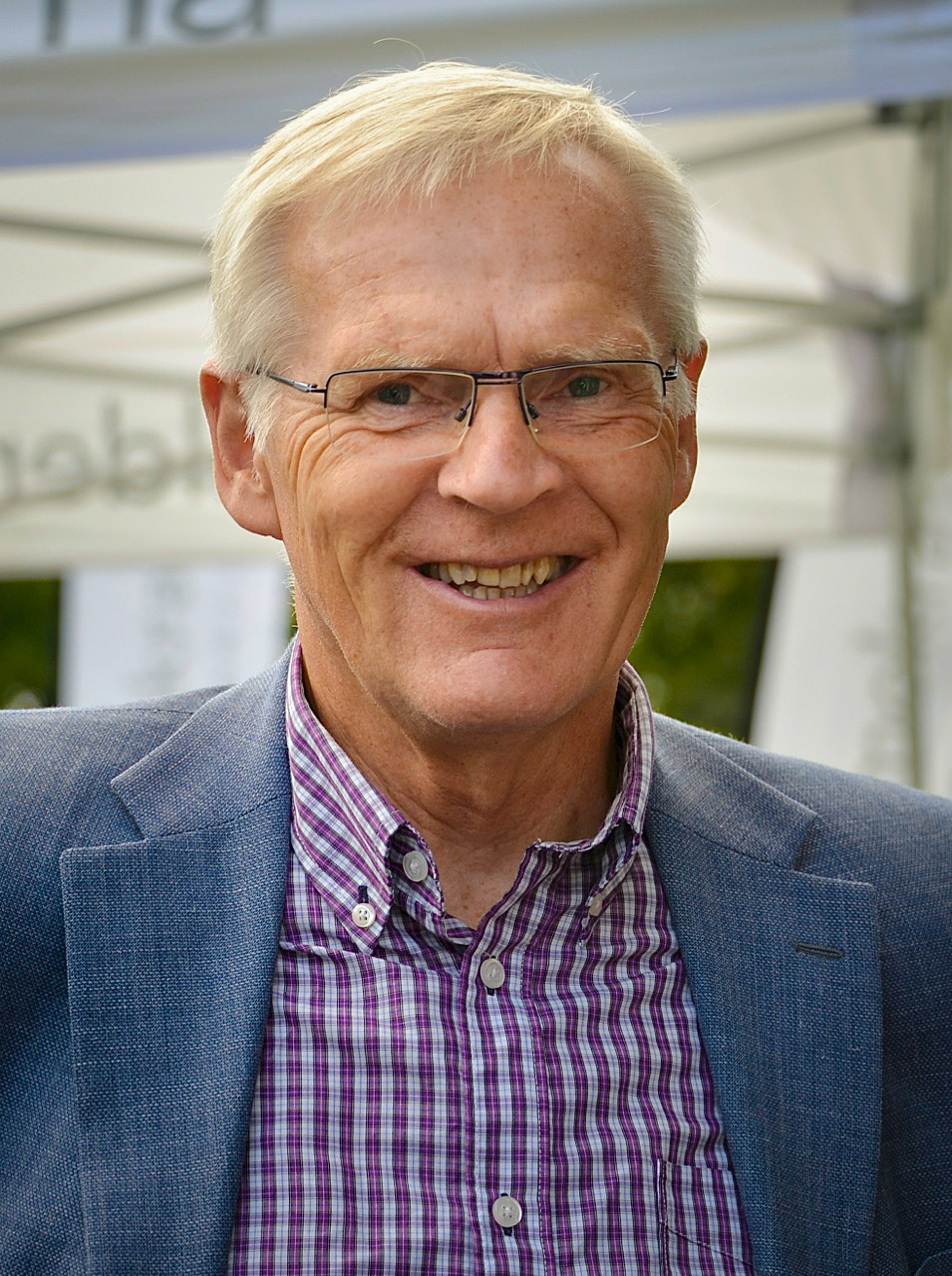
Bosse Ringholm (2014)

Bo „Bosse“ Ingvar Karchimirer Ringholm (* 18. August 1942 in Falköping) ist ein schwedischer sozialdemokratischer Politiker.

## Biografie
Bosse Ringholm wurde 1942 in eine Arbeiterfamilie geboren. Er besuchte das Gymnasium in Skövde, aber beendete die Schulausbildung nicht. Sehr früh engagierte er sich in der Sozialistischen Jugend und wurde 1967 zu deren Vorsitzendem gewählt. Weitere Stationen seiner politischen Karriere waren Provinziallandtagsrat in Stockholm 1983–97, Generaldirektor der Arbeitsmarktverwaltung 1997–1999 und Finanzminister von 1999 bis 2004 in der Regierung Persson. Von 2004 bis zur Ablösung der sozialdemokratischen Regierung durch die  bürgerliche Allianz-Regierung am 6. Oktober 2006 war Bosse Ringholm stellvertretender Premierminister. Als dieser hatte er nach dem Rücktritt der Außenministerin Laila Freivalds ab 21. März 2006 einige Tage das Ministerium kommissarisch geführt, bevor Jan Eliasson das Amt übernommen hatte.